# Bazzania latidens
Bazzania latidens là một loài rêu tản trong họ Lepidoziaceae. Loài này được (Gottsche ex Stephani) Fulford miêu tả khoa học lần đầu tiên năm 1946.